# Подчервоне
Подчерво́не (пол. Podczerwone) — село в Польше в гмине Чарны-Дунаец Новотаргского повета Малопольского воеводства.

## География
Село находится в 17 км от административного центра повета города Новы-Тарг и в 74 км от центра воеводства города Краков.

## История
Первые упоминания о селе относятся к 1605 году, когда его основал Шимон Червиньский, который получил землю от вдовы новотаргского старосты Зофии из Богуславиц. Этот дар был утверждён 4 июля 1605 года польский король Сигизмунд III Ваза, передав село сыновьям Шимона Червиньского Валенты и Владиславу.
13 сентября 1944 года около села (на территории современной Конювки) разбился бомбардировщик Boeing B-17 Flying Fortress № 44-6412 817-го эскадрильи 483-й группы 15 армии ВВС США. Экипаж самолёта принимал участие в бомбардировке химической фабрики в Блаховне-Сьлёнской (сегодня часть города Кендзежин-Козле). Экипаж в составе лейтенанты Гуса Крошевски, Ричарда Ханслера, сержантов Гарольда Бима, Гордона Стембека и Алоиса Сухлинга были спрятаны отрядом Армии Крайовой «Лимба», который позднее передал американских лётчиков отряду АК под командованием майора Анджея Стобравы. Остальные члены экипажа лейтенанты Эверетт Робсон, Гарольд Сток, сержанты Альберт Ван Оостром, Филипп Нанси и Уильям Барри были захвачены немцами и отправлены в лагерь для военнопленных в Померании. В феврале 1945 года при приближении советских войск этот отряд попросил помощи у советского главнокомандования. В марте 1945 года находившиеся в польском отряде АК американские лётчики через Львов, Киев и Одессу и египетский Порт-Фуад были доставлены в Италию на американскую авиабазу в городе Стерпароне. В мае 1945 года находившиеся в лагере военнопленных были освобождены и отправлены в США.

## Достопримечательности
- Церковь Пресвятой Девы Марии Скорбящей.